# Jadro
Jadro este un curs de apă din cantonul Split-Dalmația, Croația, care se varsă în Marea Adriatică, în zona golfului Kaštela. Cursurile superioare ale râului Jadro, precum și izvorul său, Izvorul Jadro⁠(d), sunt protejate ca rezervație naturală ihtiologică, parțial datorită prezenței unei specii endemice de păstrăv moale (sau păstrăv adriatic).
Izvoarele râului Jadro au constituit inițial alimentarea cu apă a Palatului lui Dioclețian din orașul antic Salona (aflat acum într-o zonă centrală a orașului croat Split). Împăratul Augustus a construit un apeduct pentru a alimenta orașul cu apă din râul Jadro. Acesta a avut o lungime de 3,85 km, iar partea cel mai bine conservată este la nord de centrul episcopal. Calculele arată că apeductul ar fi putut furniza suficientă apă pentru aproximativ 40.000 de oameni.
Datorită semnificației sale și evenimentelor din istoria veche a Croației, este numit și Iordanul croat. Pe o insulă a râului se află Gospin Otok, o zonă din Split unde istoricul și arheologul croat don Frane Bulić (1846 - 1934) a făcut numeroase descoperiri din perioada antică croată, inclusiv fragmente cu epitaf de pe sarcofagul reginei Jelena Slavna⁠(d) de Zadar († 976), descoperiri importante pentru stabilirea cronologiei istoriei croate medievale și genealogia dinastiei Trpimirović.
Studii contemporane indică niveluri favorabile de calitate a apei ale râului în apropierea izvorului Jadro. Izvorul se află la cca. 9 km de orașul Split.
Râul Jadro curge prin orașul Solin și are o lungime de aproximativ patru kilometri și jumătate. Jadro furnizează apă orașelor Split, Kaštela și Trogir. Locuitorii din Solin mai denumesc râul și Solinska rika (cu sensul de „râul Solina”).
Păstrăvul moale sau păstrăvul Solin sau Salmo obtusirostris salonitana este o specie endemică de păstrăv care trăiește în acest râu (din 1964), care este în prezent pe cale de dispariție din cauza urbanizării, pescuitului și a păstrăvului curcubeu.